# 1170
Portal Geschichte | Portal Biografien | Aktuelle Ereignisse | Jahreskalender | Tagesartikel

◄ |
11. Jahrhundert |
12. Jahrhundert
| 13. Jahrhundert | ►

◄ |
1140er |
1150er |
1160er |
1170er
| 1180er | 1190er | 1200er | ►

◄◄ |
◄ |
1166 |
1167 |
1168 |
1169 |
1170
| 1171 | 1172 | 1173 | 1174 | ► | ►►
Staatsoberhäupter  · Nekrolog
| Januar | Januar | Januar | Januar | Januar | Januar | Januar | Januar |
| Kw     | Mo     | Di     | Mi     | Do     | Fr     | Sa     | So     |
| ------ | ------ | ------ | ------ | ------ | ------ | ------ | ------ |
| 1      |        |        |        | 1      | 2      | 3      | 4      |
| 2      | 5      | 6      | 7      | 8      | 9      | 10     | 11     |
| 3      | 12     | 13     | 14     | 15     | 16     | 17     | 18     |
| 4      | 19     | 20     | 21     | 22     | 23     | 24     | 25     |
| 5      | 26     | 27     | 28     | 29     | 30     | 31     |        |

| Februar | Februar | Februar | Februar | Februar | Februar | Februar | Februar |
| Kw      | Mo      | Di      | Mi      | Do      | Fr      | Sa      | So      |
| ------- | ------- | ------- | ------- | ------- | ------- | ------- | ------- |
| 5       |         |         |         |         |         |         | 1       |
| 6       | 2       | 3       | 4       | 5       | 6       | 7       | 8       |
| 7       | 9       | 10      | 11      | 12      | 13      | 14      | 15      |
| 8       | 16      | 17      | 18      | 19      | 20      | 21      | 22      |
| 9       | 23      | 24      | 25      | 26      | 27      | 28      |         |

| März | März | März | März | März | März | März | März |
| Kw   | Mo   | Di   | Mi   | Do   | Fr   | Sa   | So   |
| ---- | ---- | ---- | ---- | ---- | ---- | ---- | ---- |
| 9    |      |      |      |      |      |      | 1    |
| 10   | 2    | 3    | 4    | 5    | 6    | 7    | 8    |
| 11   | 9    | 10   | 11   | 12   | 13   | 14   | 15   |
| 12   | 16   | 17   | 18   | 19   | 20   | 21   | 22   |
| 13   | 23   | 24   | 25   | 26   | 27   | 28   | 29   |
| 14   | 30   | 31   |      |      |      |      |      |

| April | April | April | April | April | April | April | April |
| Kw    | Mo    | Di    | Mi    | Do    | Fr    | Sa    | So    |
| ----- | ----- | ----- | ----- | ----- | ----- | ----- | ----- |
| 14    |       |       | 1     | 2     | 3     | 4     | 5     |
| 15    | 6     | 7     | 8     | 9     | 10    | 11    | 12    |
| 16    | 13    | 14    | 15    | 16    | 17    | 18    | 19    |
| 17    | 20    | 21    | 22    | 23    | 24    | 25    | 26    |
| 18    | 27    | 28    | 29    | 30    |       |       |       |

| Mai | Mai | Mai | Mai | Mai | Mai | Mai | Mai |
| Kw  | Mo  | Di  | Mi  | Do  | Fr  | Sa  | So  |
| --- | --- | --- | --- | --- | --- | --- | --- |
| 18  |     |     |     |     | 1   | 2   | 3   |
| 19  | 4   | 5   | 6   | 7   | 8   | 9   | 10  |
| 20  | 11  | 12  | 13  | 14  | 15  | 16  | 17  |
| 21  | 18  | 19  | 20  | 21  | 22  | 23  | 24  |
| 22  | 25  | 26  | 27  | 28  | 29  | 30  | 31  |

| Juni | Juni | Juni | Juni | Juni | Juni | Juni | Juni |
| Kw   | Mo   | Di   | Mi   | Do   | Fr   | Sa   | So   |
| ---- | ---- | ---- | ---- | ---- | ---- | ---- | ---- |
| 23   | 1    | 2    | 3    | 4    | 5    | 6    | 7    |
| 24   | 8    | 9    | 10   | 11   | 12   | 13   | 14   |
| 25   | 15   | 16   | 17   | 18   | 19   | 20   | 21   |
| 26   | 22   | 23   | 24   | 25   | 26   | 27   | 28   |
| 27   | 29   | 30   |      |      |      |      |      |

| Juli | Juli | Juli | Juli | Juli | Juli | Juli | Juli |
| Kw   | Mo   | Di   | Mi   | Do   | Fr   | Sa   | So   |
| ---- | ---- | ---- | ---- | ---- | ---- | ---- | ---- |
| 27   |      |      | 1    | 2    | 3    | 4    | 5    |
| 28   | 6    | 7    | 8    | 9    | 10   | 11   | 12   |
| 29   | 13   | 14   | 15   | 16   | 17   | 18   | 19   |
| 30   | 20   | 21   | 22   | 23   | 24   | 25   | 26   |
| 31   | 27   | 28   | 29   | 30   | 31   |      |      |

| August | August | August | August | August | August | August | August |
| Kw     | Mo     | Di     | Mi     | Do     | Fr     | Sa     | So     |
| ------ | ------ | ------ | ------ | ------ | ------ | ------ | ------ |
| 31     |        |        |        |        |        | 1      | 2      |
| 32     | 3      | 4      | 5      | 6      | 7      | 8      | 9      |
| 33     | 10     | 11     | 12     | 13     | 14     | 15     | 16     |
| 34     | 17     | 18     | 19     | 20     | 21     | 22     | 23     |
| 35     | 24     | 25     | 26     | 27     | 28     | 29     | 30     |
| 36     | 31     |        |        |        |        |        |        |

| September | September | September | September | September | September | September | September |
| Kw        | Mo        | Di        | Mi        | Do        | Fr        | Sa        | So        |
| --------- | --------- | --------- | --------- | --------- | --------- | --------- | --------- |
| 36        |           | 1         | 2         | 3         | 4         | 5         | 6         |
| 37        | 7         | 8         | 9         | 10        | 11        | 12        | 13        |
| 38        | 14        | 15        | 16        | 17        | 18        | 19        | 20        |
| 39        | 21        | 22        | 23        | 24        | 25        | 26        | 27        |
| 40        | 28        | 29        | 30        |           |           |           |           |

| Oktober | Oktober | Oktober | Oktober | Oktober | Oktober | Oktober | Oktober |
| Kw      | Mo      | Di      | Mi      | Do      | Fr      | Sa      | So      |
| ------- | ------- | ------- | ------- | ------- | ------- | ------- | ------- |
| 40      |         |         |         | 1       | 2       | 3       | 4       |
| 41      | 5       | 6       | 7       | 8       | 9       | 10      | 11      |
| 42      | 12      | 13      | 14      | 15      | 16      | 17      | 18      |
| 43      | 19      | 20      | 21      | 22      | 23      | 24      | 25      |
| 44      | 26      | 27      | 28      | 29      | 30      | 31      |         |

| November | November | November | November | November | November | November | November |
| Kw       | Mo       | Di       | Mi       | Do       | Fr       | Sa       | So       |
| -------- | -------- | -------- | -------- | -------- | -------- | -------- | -------- |
| 44       |          |          |          |          |          |          | 1        |
| 45       | 2        | 3        | 4        | 5        | 6        | 7        | 8        |
| 46       | 9        | 10       | 11       | 12       | 13       | 14       | 15       |
| 47       | 16       | 17       | 18       | 19       | 20       | 21       | 22       |
| 48       | 23       | 24       | 25       | 26       | 27       | 28       | 29       |
| 49       | 30       |          |          |          |          |          |          |

| Dezember | Dezember | Dezember | Dezember | Dezember | Dezember | Dezember | Dezember |
| Kw       | Mo       | Di       | Mi       | Do       | Fr       | Sa       | So       |
| -------- | -------- | -------- | -------- | -------- | -------- | -------- | -------- |
| 49       |          | 1        | 2        | 3        | 4        | 5        | 6        |
| 50       | 7        | 8        | 9        | 10       | 11       | 12       | 13       |
| 51       | 14       | 15       | 16       | 17       | 18       | 19       | 20       |
| 52       | 21       | 22       | 23       | 24       | 25       | 26       | 27       |
| 53       | 28       | 29       | 30       | 31       |          |          |          |

| Januar | Januar | Januar | Januar | Januar | Januar | Januar | Januar |
| Kw     | Mo     | Di     | Mi     | Do     | Fr     | Sa     | So     |
| ------ | ------ | ------ | ------ | ------ | ------ | ------ | ------ |
| 1      |        |        |        | 1      | 2      | 3      | 4      |
| 2      | 5      | 6      | 7      | 8      | 9      | 10     | 11     |
| 3      | 12     | 13     | 14     | 15     | 16     | 17     | 18     |
| 4      | 19     | 20     | 21     | 22     | 23     | 24     | 25     |
| 5      | 26     | 27     | 28     | 29     | 30     | 31     |        |

| Februar | Februar | Februar | Februar | Februar | Februar | Februar | Februar |
| Kw      | Mo      | Di      | Mi      | Do      | Fr      | Sa      | So      |
| ------- | ------- | ------- | ------- | ------- | ------- | ------- | ------- |
| 5       |         |         |         |         |         |         | 1       |
| 6       | 2       | 3       | 4       | 5       | 6       | 7       | 8       |
| 7       | 9       | 10      | 11      | 12      | 13      | 14      | 15      |
| 8       | 16      | 17      | 18      | 19      | 20      | 21      | 22      |
| 9       | 23      | 24      | 25      | 26      | 27      | 28      |         |

| März | März | März | März | März | März | März | März |
| Kw   | Mo   | Di   | Mi   | Do   | Fr   | Sa   | So   |
| ---- | ---- | ---- | ---- | ---- | ---- | ---- | ---- |
| 9    |      |      |      |      |      |      | 1    |
| 10   | 2    | 3    | 4    | 5    | 6    | 7    | 8    |
| 11   | 9    | 10   | 11   | 12   | 13   | 14   | 15   |
| 12   | 16   | 17   | 18   | 19   | 20   | 21   | 22   |
| 13   | 23   | 24   | 25   | 26   | 27   | 28   | 29   |
| 14   | 30   | 31   |      |      |      |      |      |

| April | April | April | April | April | April | April | April |
| Kw    | Mo    | Di    | Mi    | Do    | Fr    | Sa    | So    |
| ----- | ----- | ----- | ----- | ----- | ----- | ----- | ----- |
| 14    |       |       | 1     | 2     | 3     | 4     | 5     |
| 15    | 6     | 7     | 8     | 9     | 10    | 11    | 12    |
| 16    | 13    | 14    | 15    | 16    | 17    | 18    | 19    |
| 17    | 20    | 21    | 22    | 23    | 24    | 25    | 26    |
| 18    | 27    | 28    | 29    | 30    |       |       |       |

| Mai | Mai | Mai | Mai | Mai | Mai | Mai | Mai |
| Kw  | Mo  | Di  | Mi  | Do  | Fr  | Sa  | So  |
| --- | --- | --- | --- | --- | --- | --- | --- |
| 18  |     |     |     |     | 1   | 2   | 3   |
| 19  | 4   | 5   | 6   | 7   | 8   | 9   | 10  |
| 20  | 11  | 12  | 13  | 14  | 15  | 16  | 17  |
| 21  | 18  | 19  | 20  | 21  | 22  | 23  | 24  |
| 22  | 25  | 26  | 27  | 28  | 29  | 30  | 31  |

| Juni | Juni | Juni | Juni | Juni | Juni | Juni | Juni |
| Kw   | Mo   | Di   | Mi   | Do   | Fr   | Sa   | So   |
| ---- | ---- | ---- | ---- | ---- | ---- | ---- | ---- |
| 23   | 1    | 2    | 3    | 4    | 5    | 6    | 7    |
| 24   | 8    | 9    | 10   | 11   | 12   | 13   | 14   |
| 25   | 15   | 16   | 17   | 18   | 19   | 20   | 21   |
| 26   | 22   | 23   | 24   | 25   | 26   | 27   | 28   |
| 27   | 29   | 30   |      |      |      |      |      |

| Juli | Juli | Juli | Juli | Juli | Juli | Juli | Juli |
| Kw   | Mo   | Di   | Mi   | Do   | Fr   | Sa   | So   |
| ---- | ---- | ---- | ---- | ---- | ---- | ---- | ---- |
| 27   |      |      | 1    | 2    | 3    | 4    | 5    |
| 28   | 6    | 7    | 8    | 9    | 10   | 11   | 12   |
| 29   | 13   | 14   | 15   | 16   | 17   | 18   | 19   |
| 30   | 20   | 21   | 22   | 23   | 24   | 25   | 26   |
| 31   | 27   | 28   | 29   | 30   | 31   |      |      |

| August | August | August | August | August | August | August | August |
| Kw     | Mo     | Di     | Mi     | Do     | Fr     | Sa     | So     |
| ------ | ------ | ------ | ------ | ------ | ------ | ------ | ------ |
| 31     |        |        |        |        |        | 1      | 2      |
| 32     | 3      | 4      | 5      | 6      | 7      | 8      | 9      |
| 33     | 10     | 11     | 12     | 13     | 14     | 15     | 16     |
| 34     | 17     | 18     | 19     | 20     | 21     | 22     | 23     |
| 35     | 24     | 25     | 26     | 27     | 28     | 29     | 30     |
| 36     | 31     |        |        |        |        |        |        |

| September | September | September | September | September | September | September | September |
| Kw        | Mo        | Di        | Mi        | Do        | Fr        | Sa        | So        |
| --------- | --------- | --------- | --------- | --------- | --------- | --------- | --------- |
| 36        |           | 1         | 2         | 3         | 4         | 5         | 6         |
| 37        | 7         | 8         | 9         | 10        | 11        | 12        | 13        |
| 38        | 14        | 15        | 16        | 17        | 18        | 19        | 20        |
| 39        | 21        | 22        | 23        | 24        | 25        | 26        | 27        |
| 40        | 28        | 29        | 30        |           |           |           |           |

| Oktober | Oktober | Oktober | Oktober | Oktober | Oktober | Oktober | Oktober |
| Kw      | Mo      | Di      | Mi      | Do      | Fr      | Sa      | So      |
| ------- | ------- | ------- | ------- | ------- | ------- | ------- | ------- |
| 40      |         |         |         | 1       | 2       | 3       | 4       |
| 41      | 5       | 6       | 7       | 8       | 9       | 10      | 11      |
| 42      | 12      | 13      | 14      | 15      | 16      | 17      | 18      |
| 43      | 19      | 20      | 21      | 22      | 23      | 24      | 25      |
| 44      | 26      | 27      | 28      | 29      | 30      | 31      |         |

| November | November | November | November | November | November | November | November |
| Kw       | Mo       | Di       | Mi       | Do       | Fr       | Sa       | So       |
| -------- | -------- | -------- | -------- | -------- | -------- | -------- | -------- |
| 44       |          |          |          |          |          |          | 1        |
| 45       | 2        | 3        | 4        | 5        | 6        | 7        | 8        |
| 46       | 9        | 10       | 11       | 12       | 13       | 14       | 15       |
| 47       | 16       | 17       | 18       | 19       | 20       | 21       | 22       |
| 48       | 23       | 24       | 25       | 26       | 27       | 28       | 29       |
| 49       | 30       |          |          |          |          |          |          |

| Dezember | Dezember | Dezember | Dezember | Dezember | Dezember | Dezember | Dezember |
| Kw       | Mo       | Di       | Mi       | Do       | Fr       | Sa       | So       |
| -------- | -------- | -------- | -------- | -------- | -------- | -------- | -------- |
| 49       |          | 1        | 2        | 3        | 4        | 5        | 6        |
| 50       | 7        | 8        | 9        | 10       | 11       | 12       | 13       |
| 51       | 14       | 15       | 16       | 17       | 18       | 19       | 20       |
| 52       | 21       | 22       | 23       | 24       | 25       | 26       | 27       |
| 53       | 28       | 29       | 30       | 31       |          |          |          |

## Ereignisse

### Politik und Weltgeschehen

#### Levante
- Saladin belagert erfolglos die Templerfestung Gaza.
- Mleh aus dem Geschlecht der Rubeniden nimmt seinen fünfjährigen Neffen Ruben II. gefangen und lässt ihn ermorden. Damit wird er zum alleinigen Herrscher im Fürstentum Kleinarmenien. Thomas, der für Ruben die Regierungsgeschäfte geführt hat, flieht nach Antiochia, wo er wenig später ebenfalls ermordet wird.

#### England

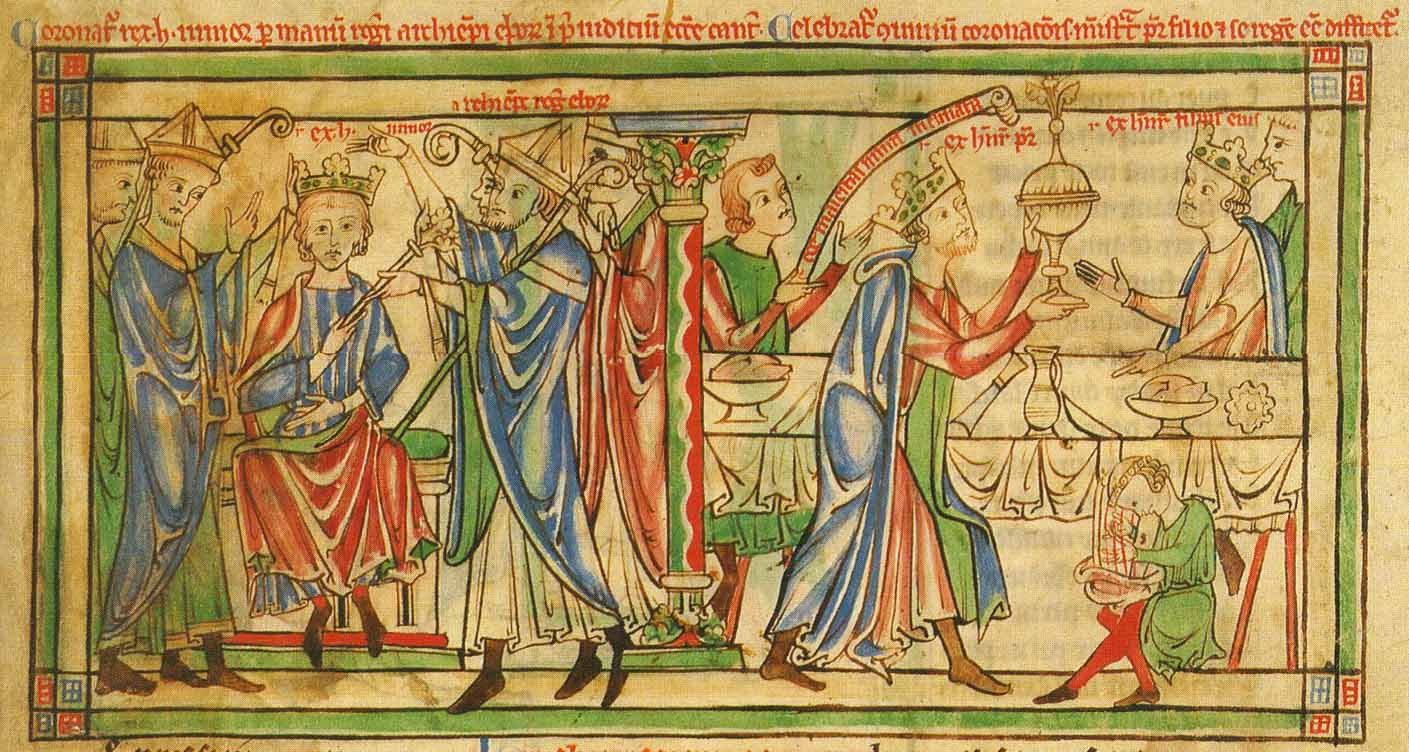
Die Krönung Heinrichs des Jüngeren, La vie de Saint Thomas de Cantorbéry, 13. Jh.

- 14. Juni: Der 15-jährige Heinrich der Jüngere wird als Mitkönig seines Vaters Heinrich II. vom Erzbischof von York zum König von England gekrönt.
- Anfang Dezember: Thomas Becket, Erzbischof von Canterbury, kehrt aus seinem Exil in Frankreich nach England zurück, wo er von der Bevölkerung mit Begeisterung empfangen wird. Zuvor hat er noch alle an der Krönung des Thronfolgers beteiligten Bischöfe exkommuniziert.
- 29. Dezember: Die Ritter Reginald Fitzurse, Hugh de Moreville, William de Tracy und Richard Brito ermorden Erzbischof Thomas Becket in der Kathedrale von Canterbury. Einen Wutanfall von König Heinrich II. haben sie als Mordauftrag interpretiert.

#### Weitere Ereignisse in Europa

Denkmal für Otto I. (Mitte) in der ehemaligen Berliner Siegesallee, geschaffen vom Bildhauer Max Unger

- 18. November: Nach dem Tod seines Vaters Albrecht des Bären wird sein Sohn Otto I. sein Nachfolger und damit zweiter Markgraf von Brandenburg.
- Anglonormannische Eroberung von Irland: Anglo-Normannen erobern die Stadt Dublin.

#### Abbasiden-Kalifat
- 20. Dezember: Nach dem Tod von al-Mustandschid wird al-Mustadī' der dreiunddreißigste Kalif der Abbasiden. Er gilt in der muslimischen Geschichtsschreibung als frommer und vorbildlicher Herrscher. Dies ist vor allem auf seine Förderung der Traditionsgelehrten sowie die großzügige Unterstützung, die er den Schulen der Hanbaliten zukommen lässt, zurückzuführen. Zu den wichtigsten Gelehrten unter seiner Herrschaft gehört Ibn al-Dschauzī.

#### Stadtgründungen und urkundliche Ersterwähnungen
- Erste urkundliche Erwähnung von Eichstegen, Jagstzell und Mettembert
- Die Gründung von Oldebroek erfolgt durch Graf Heinrich I. von Geldern, der nach einer Sturmflut Menschen aus Holland einlädt, sich hier anzusiedeln und das Land wieder urbar zu machen.

### Wissenschaft und Technik

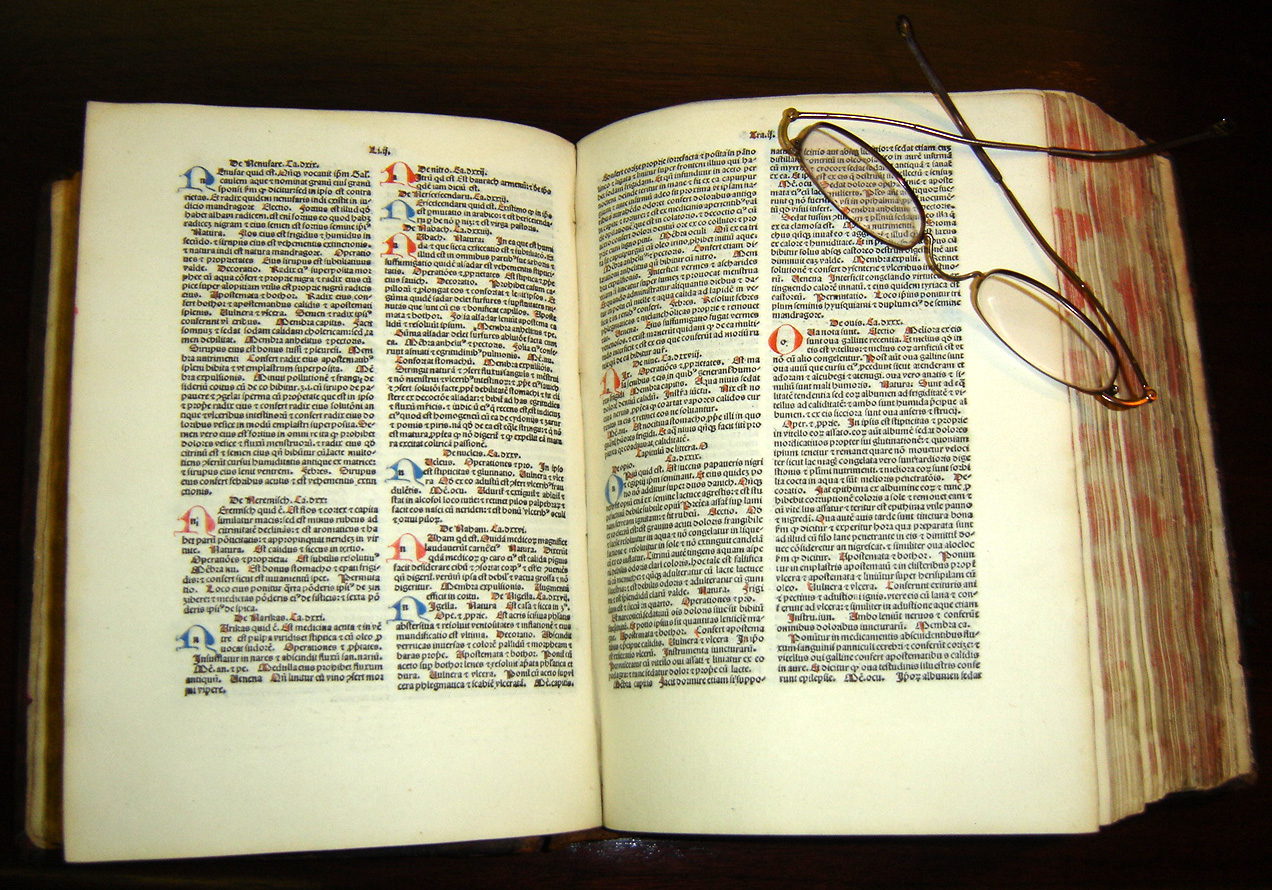
Faksimile einer lateinischen Ausgabe des Kanons von 1484

- um 1170: Eine Gruppe um Gerhard von Cremona übersetzt in Toledo das Werk Kanon der Medizin des persischen Arztes und Universalgelehrten Avicenna in die lateinische Sprache. Es wird im Mittelalter und in der Neuzeit bis ins 19. Jahrhundert ein Standardwerk der medizinischen Ausbildung.

### Gesellschaft
- König Alfons VIII. von Kastilien gründet den Santiagoorden.
- Der märkische Adler tritt erstmals im Standbildsiegel des Askaniers Otto I. von Brandenburg auf.

### Religion
- 25. Juni: Erzbischof Eskil von Lund weiht die noch unvollendete St.-Bendts-Kirche in Ringsted. Die romanische Basilika ist eine der ältesten erhaltenen Backsteinkirchen Skandinaviens und zählt historisch und architektonisch zu den bedeutendsten Kirchengebäuden Dänemarks.
- Der Kölner Erzbischof Philipp von Heinsberg gründet in Bredelar das Kloster Bredelar.

### Katastrophen

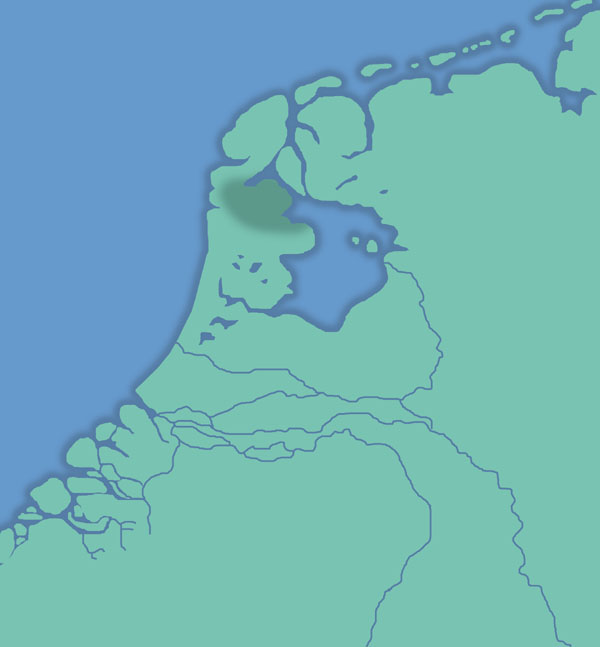
Das Überschwemmungsgebiet der Allerheiligenflut 1170

- 1./2. November: Die Allerheiligenflut, eine der größten historisch bekannten Sturmfluten an der Nordsee, richtet schwere Schäden an der holländischen und friesischen Nordseeküste an. Zwischen Texel und Wieringen reißt die Flut so viel Moor aus dem „Moerwaard“, dem Sumpfmoor zwischen Wieringen und Texel, in die Nordsee, dass aus einem bisherigen Moorfluss das Seegatt Marsdiep entsteht und die beiden Inseln voneinander getrennt werden. Aus dem bislang süßwasserbeeinflussten Almere wurde die salzwasserhaltige Zuiderzee.

## Historische Karten und Ansichten

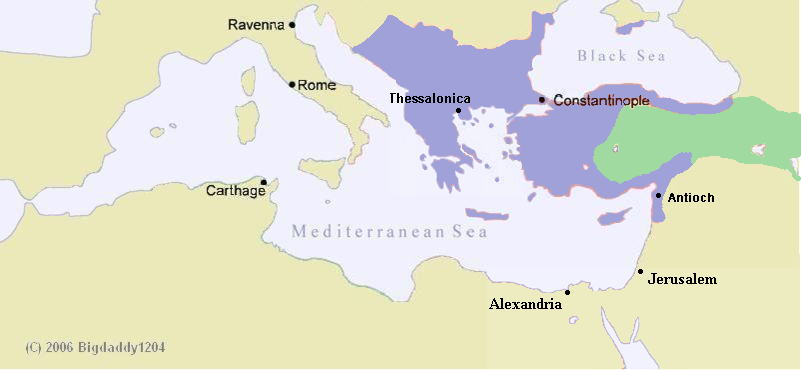
Das Byzantinische Reich 1170

## Geboren

### Geburtsdatum gesichert
- 28. Juni: Waldemar II., König von Dänemark († 1241)

### Genaues Geburtsdatum unbekannt
- März: Hildegunde, Heilige († 1188)
- April: Isabella von Hennegau, Königin von Frankreich († 1190)
- Juni/Juli: Otto I., Pfalzgraf († 1200)
- Asukai Masatsune, japanischer Dichter († 1221)
- Gebhard I. von Plain, Bischof von Passau († 1232)
- Henri I. Clément, Marschall von Frankreich († 1214)
- Isabella I., Königin von Jerusalem († 1205)
- Rodrigo Jiménez de Rada, spanischer Kleriker, Feldherr und Historiker, Erzbischof von Toledo und Primas von Spanien († 1247)
- Sophia von Wittelsbach, Tochter von Otto I. von Wittelsbach († 1238)
- Zhao Rukuo, chinesischer Handelsbeamter († 1231)

### Geboren um 1170
- Maelgwn ap Rhys, walisischer Fürst von Ceredigion († 1230)
- Heinrich Borwin II., Fürst zu Mecklenburg († 1226)
- Johann von Brienne, König von Jerusalem († 1237)
- Hubert de Burgh, 1. Earl of Kent, Justiciar von England und Irland († 1243)
- Dominikus, Gründer des Predigerordens der Dominikaner († 1221)
- Amicia FitzWilliam, anglonormannische Adelige († 1225)
- Konrad IV. von Frontenhausen, deutscher Graf, Bischof und Kanzler des Königs Philipp von Schwaben († 1226)
- Håkon Galen, norwegischer Jarl. († 1214)
- Rhys Mechyll, walisischer Lord († 1244)
- Muqali, Feldherr unter Dschingis Khan († 1223)
- Eustace de Vesci, anglonormannischer Adeliger († 1216)
- Alexander de Villa Dei, Verfasser lateinischer Lehrwerke

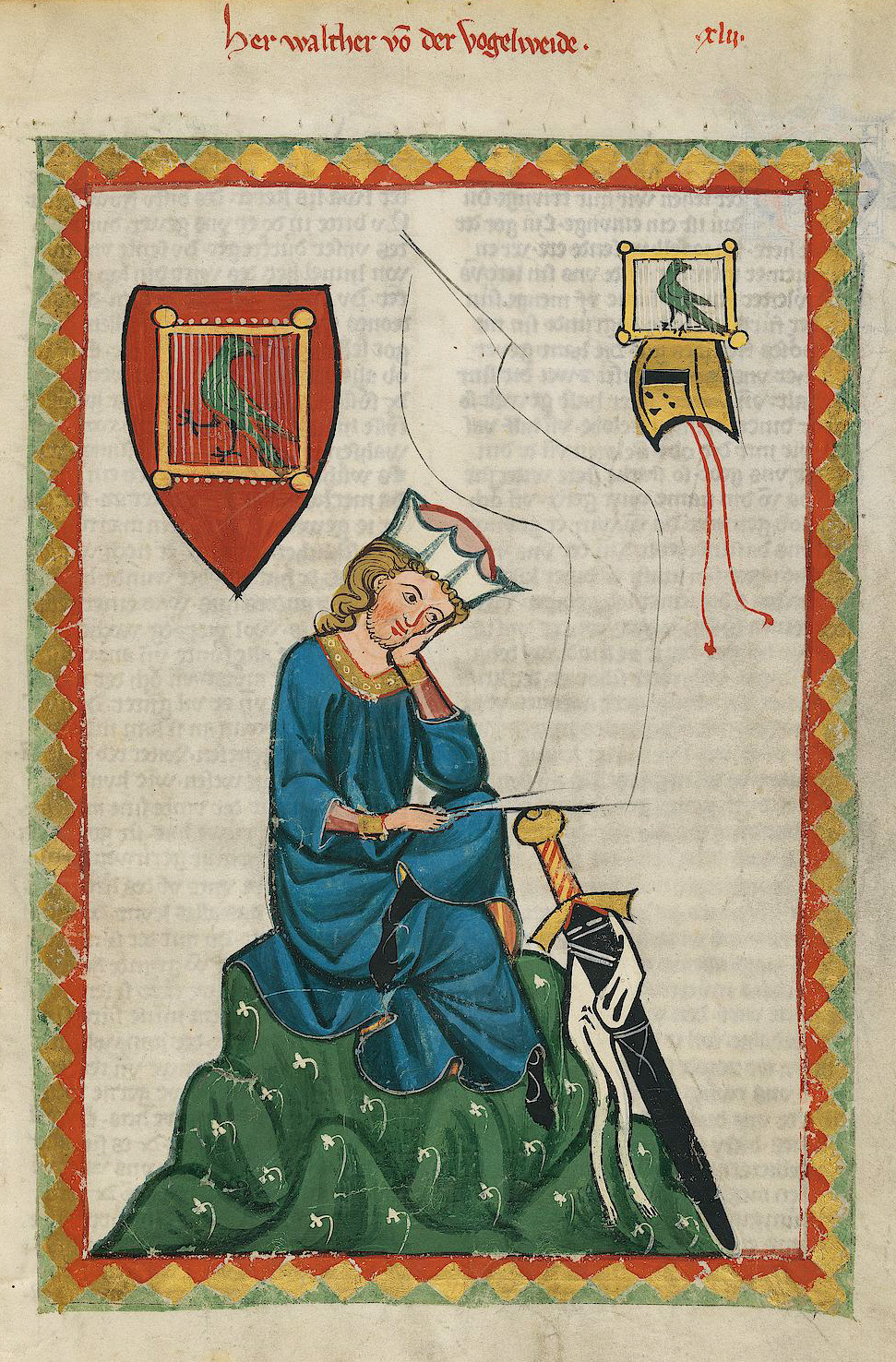
Walther von der Vogelweide

- Walther von der Vogelweide, deutscher Minnesänger († um 1230)
- Gunzelin von Wolfenbüttel, deutscher Minister († 1255)

## Gestorben

### Todesdatum gesichert
- 21. Januar: Gunther von Andlau, Abt von St. Blasien
- 26. Januar: Anséric I., Burgherr von Montréal
- 14. September: Heilika von Lengenfeld, Pfalzgräfin von Bayern (* um 1103)
- 12. Oktober: Adolf II., Graf von Berg und Berg-Altena (* um 1095)
- 18. November: Albrecht I., Herzog von Sachsen, erster Markgraf von Brandenburg (* um 1100)
- 20. November: Gerung, Abt des Klosters Bosau und Bischof von Meißen
- 25. November: Rainald II., Graf von Bar
- 20. Dezember: Abu l-Muzaffar Yusuf ibn Muhammad al-Muqtafi l-Mustandschid bi-'llah, Kalif der Abbasiden (* 1124)

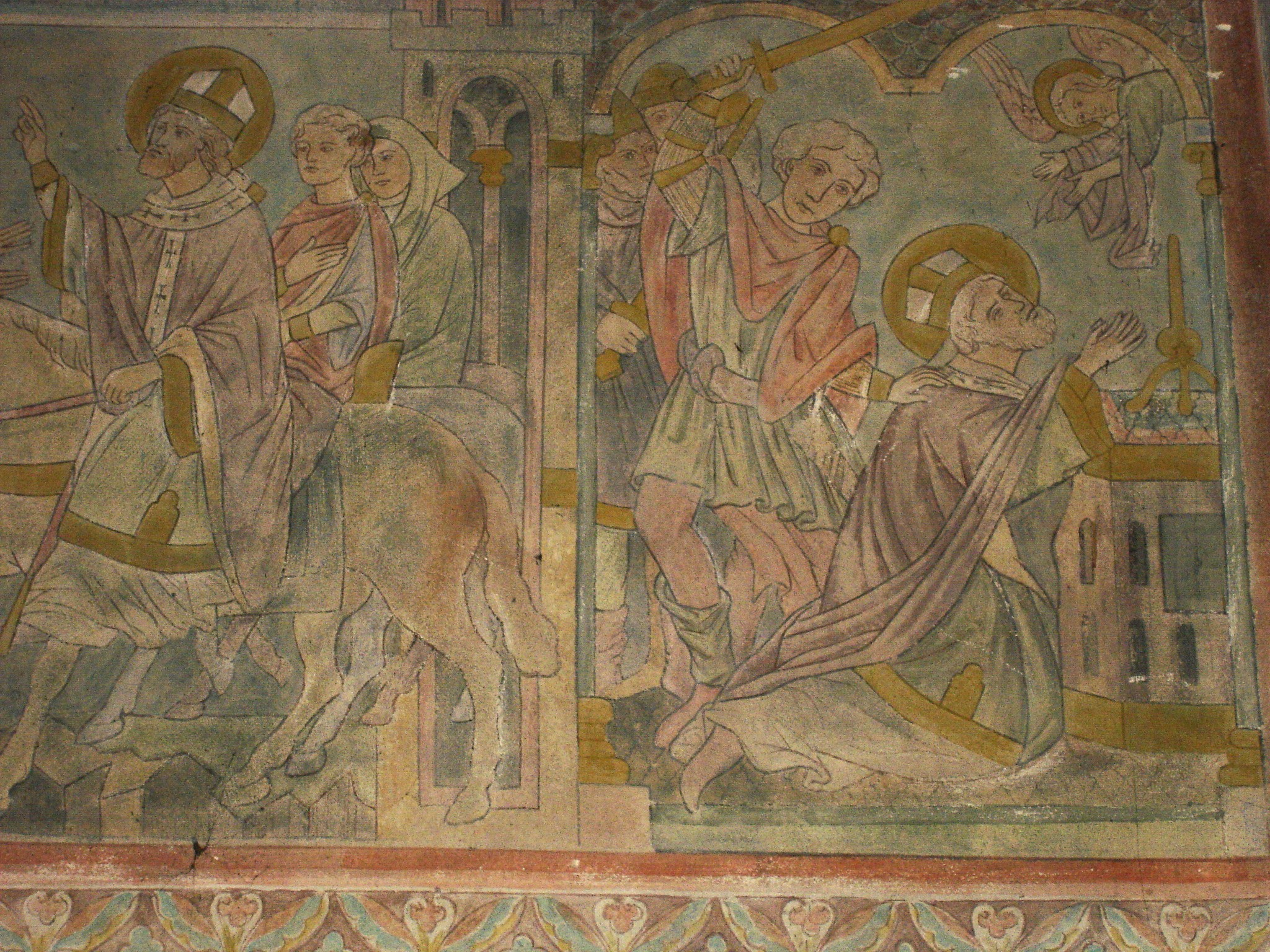
Martyrium Thomas Beckets, Seccomalerei im Braunschweiger Dom um 1250

- 29. Dezember: Thomas Becket, englischer Lordkanzler, Erzbischof von Canterbury (* 1118)

### Genaues Todesdatum unbekannt
- Januar: Ulrich von Steinfeld, Prämonstratenser Chorherr und Propst
- November: Owain Gwynedd, walisischer König (* um 1100)
- Abu Hamid al-Gharnati, arabischer Reisender, Geograph und Schriftsteller (* um 1080)
- Hermann, Bischof von Hildesheim
- Hywel ab Owain, walisischer Herrscher
- Joseph Kimchi, jüdischer Grammatiker, Exeget und Übersetzer (* 1105)
- Minamoto no Tametomo, Samurai (* 1139)
- Mstislaw II., Großfürst der Kiewer Rus
- Phagmodrupa Dorje Gyelpo, Person des tibetischen Buddhismus (* 1110)
- Ranieri Bottacci, Konsul von Pisa
- Robert Fitzharding, angelsächsischer Edelmann (* um 1095)
- Ruben II., Fürst von Kleinarmenien (* um 1165)
- Wang Zhe, chinesischer Begründer der daoistischen Quanzhen-Schule der inneren Alchemie (* 1113)
- Werner, Bischof von Minden

### Gestorben um 1170
- Friedrich V., Herzog von Schaben (* 1164)
- Hugo von Ibelin, Herr von Ibelin, Ramla und Mirabel